# Musik i Norge
Norge är ett land med lång och typiskt nordisk musiktradition. Norges nationalsång heter Ja, vi elsker dette landet.
Den internationellt mest kända musikgenren från Norge är Black metal.

## Musikgenrer

### Klassisk musik
Framstående norska kompositörer är bland andra Edvard Grieg, Johan Svendsen, Christian Sinding, Johan Halvorsen och Harald Sæverud. Det har funnits flera kända utövande musiker som Ole Bull (violinist), Robert Levin (pianist), Aase Nordmo Løvberg (sopran), Eva Knardahl (pianist), Kjell Bækkelund (pianist), Arve Tellefsen (violinist), Brynjar Hoff (oboist) och Anne-Lise Berntsen (sopran).
Det finns nu sju symfoniorkestrar med fasta musiker och ett stort antal andra orkestrar och körer som kammarorkestern Trondheimsolistene och Sølvguttene. Det finns också två permanenta operahus, Oslos operahus och Bergens nationalopera.
Det förekommer ett antal årliga musikevenemang och festivaler på olika platser i landet, såsom Festspelen i Bergen och Lofoten Internasjonale Kammermusikkfest.

### Folkmusik

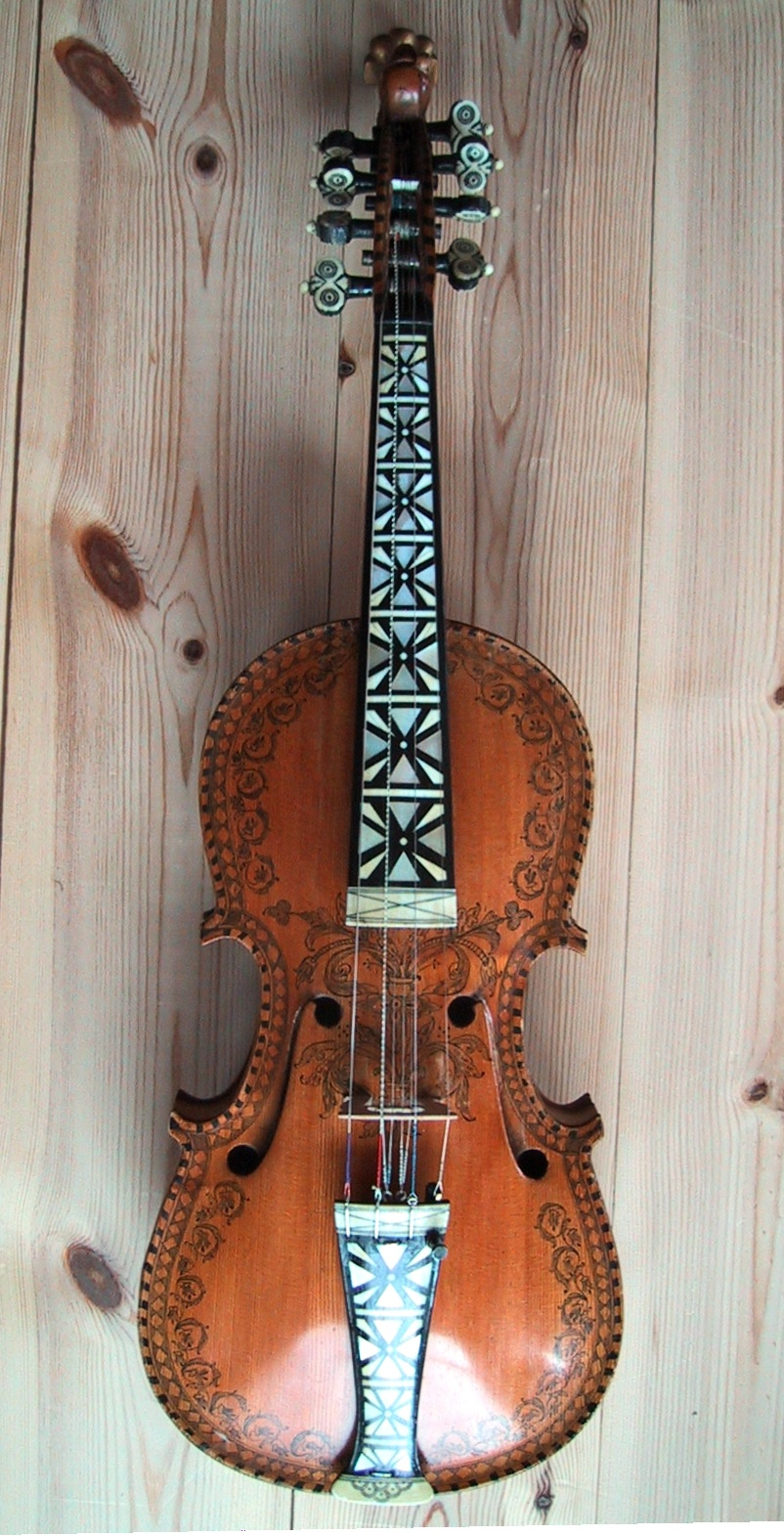
En hardingfela.

Molltonarter dominerar folkmusiken, vilket ger en melankolisk och mystisk klang. I allmänhet var syftet med folkmusiken underhållning och dans. Norsk folkmusik är besläktad med svensk folkmusik och utövas framför allt med stränginstrument, där hardingfelan är särskilt välkänd, men det finns även andra specialinstrument som langeleik. Det finns även mytiska och sagoliga kopplingar till folkmusik och det sägs att djävulen spelar hardingfela.
Det finns instrumentell folkmusik som slåtter och vokal folkmusik som stev och kvad. Inom instrumental folkmusik finns många kända aktörer som Myllarguten, Olav Sataslåtten, Eivind Groven och på senare tid Sigbjørn Bernhoft Osa, Knut Buen, Ragnhild Furebotten och Annbjørg Lien. Lien spelade även i String Sisters med bland andra Emma Härdelin. Inom den vokala folkmusiken finns kvedere som Sondre Bratland och Agnes Buen Garnås.
Det har också funnits ett utbyte med samisk musik. Och inom jojk och samisk musik har artister som Mari Boine, Keiino (med Fred Buljo) och Isák (med Ella Marie Hætta Isaksen) fört samisk musik vidare. 

### Gammeldans
Liksom i Sverige var gammeldans populärt i Norge med artister som Arnt Haugen och Freddy Kristoffersen. Kristoffersen spelade också med flera svenska musiker som Bröderna Lindqvist.

### Dansband
Dansband är också populärt, med namn som Ole Ivars och Scandinavia. Ole Ivars fick 1999 en hit med låten Jag trodde änglarna fanns tillsammans med Kikki Danielsson. En berömd norsk låt är "Lys og varme", som skrevs av Åge Alexandersen, men i Sverige har den blivit känd när svenska dansband tagit upp den på sin repertoar, då som "Ljus och värme".

### Populärmusik

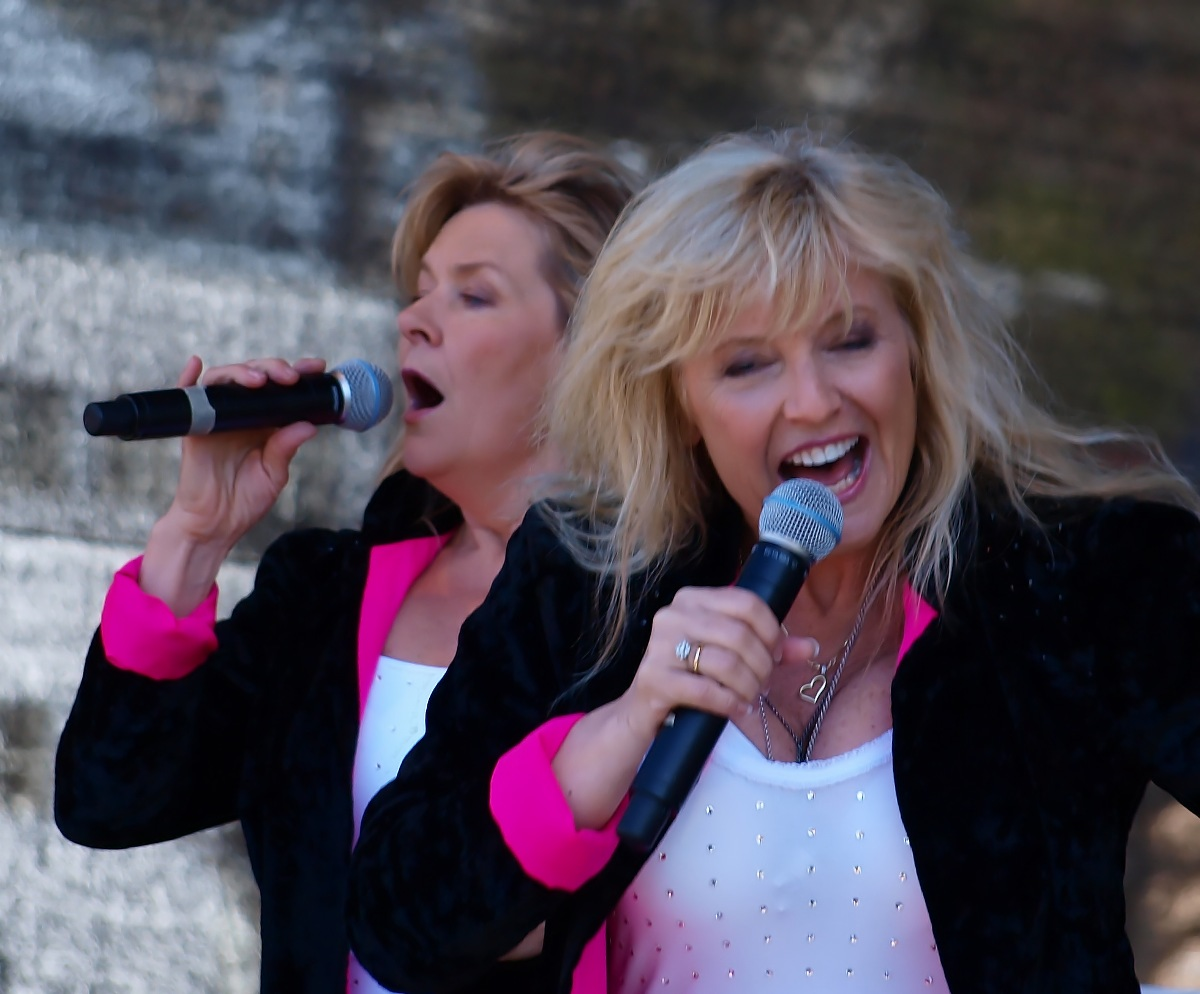
Bobbysocks.

Norge har också en mångsidig populärmusikscen. Norge har vunnit Eurovision Song Contest 1985 med Bobbysocks (Elisabeth Andreassen och Hanne Krogh), 1995 med Secret Garden och 2009 med Alexander Rybak.
Åge Aleksandersen är en norsk sångare, låtskrivare och gitarrist. Han är en av de mest kända popartisterna i Norge. Han har arbetat med bland andra Björn Afzelius. Henning Kvitnes är en annan välkänd artist, som har samarbetat med Marie Bergman och Lasse Englund, och han medverkar på albumet av bandet môra-Per. deLillos är ett pop/rockband från Oslo, frontfigur är sångaren och gitarristen Lars Lillo-Stenberg som också är huvudsaklig låtskrivare och textförfattare. The Monroes var en pop- och skaduo som var populär på 1980-talet och hade hits som "Sunday People" och "Cheerio". Andra internationellt framgångsrika norska artister är Sissel Kyrkjebø och Lene Marlin.
Men det var popgruppen a-ha som gjorde norsk pop populär utanför Norges gränser. Medlemmarna är Morten Harket (sång), Magne Furuholmen (synthesizer, gitarr, sång) och Pål Waaktaar  (synthesizer, gitarr, trummor, sång). a-ha slog igenom 1985 med den världsomspännande hitsingeln "Take on Me" som blev lanserad med en för sin tid mycket banbrytande och innovativ musikvideo som var till hälften animerad. Låten blev etta i USA och nådde Englandslistans andraplats. Låten blev också etta i Tyskland, Nederländerna, Italien och Sverige. Den andra singeln som släpptes, "The Sun Always Shines on TV", blev etta i England. Gruppen har sålt över 30 miljoner album totalt över hela världen. Totalt inklusive singlar och EP-skivor har a-ha sålt över 70 miljoner skivor. 1987 framförde a-ha ledmotivet med samma namn till James Bond-filmen "The Living Daylights" (Iskallt uppdrag).
Andra framstående band var Midnight Choir med vokalisten Paal Flaata och Madrugada med vokalisten Sivert Høyem. Soloartister som Susanne Sundfør och Ida Jenshus gjorde också sina avtryck. Flera norska kvinnliga artister har fått internationella framgångar på senare tid. Astrid S släppte sin delvis egenskrivna debutsingel 2AM 2014. AURORA slog igenom med "Half the World Away" 2015, vann European Border Breaks Awards och Dagny slog igenom med "Backbeat" samma år. En annan kvinnlig artist är Sigrid som slog igenom under 2017 med hitlåten "Don't Kill My Vibe" som blev internationellt känd. År 2018 hamnade hon på första plats i BBC:s omröstning Sound of 2018 som varje år rankar det kommande årets mest lovande artister.
Det finns också flera norska artister som har haft stora framgångar med att skriva låtar, och även producera, för andra internationella artister. Espen Lind har till exempel för Beyoncé, Tinie Tempah, Lionel Richie, Leona Lewis, Jennifer Hudson och Ne-Yo. Men det norska flerfaldigt Grammy Award-belönta musikproduktions- och låtskrivarföretaget Stargate har haft störst framgång. De startade i Trondheim 1996 och är baserade i Los Angeles. De har gjort hits för ett antal artister inklusive Mariah Carey, Lionel Richie, Wiz Khalifa, Britney Spears, Selena Gomez, Rita Ora, Céline Dion, Blue, Train, Janet Jackson, Shakira, Jennifer Lopez, Sam Smith, Mary J. Blige, Katy Perry, Coldplay, Pink, Sia, Whitney Houston, Chris Brown, Khalid, Charli XCX, Trey Songz, Keith Urban och inte minst Beyoncé med låtar som "Irreplaceable" och Rihanna med bland annat "Rude Boy ".

### Jazz
Norge har flera internationellt kända jazzartister som t.ex Bjarne Arnulf Nerem (tenorsaxofon) och Egil Johansen (slagverk) som båda två också spelat mycket i Sverige. En annan som är känd här är jazzsångaren Karin Krog, hon anses vara en av Norges främsta jazzsångare och är internationellt välrenommerad. Hon startade sitt första egna band 1962, men samarbetade också med Frode Thingnæs och Egil Kapstad. 1969 började hon studera sång hos Ivo Knecevic. Karin Krog har genom åren samarbetat med en mängd kända norska och internationella musiker, bland andra Jon Christensen, Niels-Henning Ørsted Pedersen, Bengt Hallberg och Nils Lindberg. En annan utmärkt sångare var Radka Toneff som var stilbildande inom jazzen genom ett personligt uttryck som beskrivs som lågmält och intensivt. Hennes stora popularitet sträckte sig långt utanför jazzmiljöerna.
Basisten och kompositören Arild Andersen är en av Nordens mest internationellt uppmärksammade jazzmusiker och har spelat med en rad europeiska och amerikanska musiker som Stan Getz. Andersen har också spelat mycket med Jan Garbarek. Garbarek är en saxofonist som också spelar klassisk musik och världsmusik. Han har spelat med många världsstjärnor och tidigare haft en kvartett med Bobo Stenson, Palle Danielsson och Jon Christensen. Några av de andra välkända norrmännen är Runar Tafjord (Valthorn), Nils Petter Molvær (trumpet och kompositör) och Terje Gewelt (bas).

### Blues
Notodden Blues Festival är en av norra Europas största bluesfestivaler och äger rum på Notodden i Telemark. Festivalen har många internationellt erkända artister och 2010 hedrades festivalen med "Keeping The Blues Alive Award" för bästa internationella bluesfestival. Bland norska bluesmusiker finns Knut Reiersrud, Bjørn Berge, Reidar Larsen, Rita Engerdalen, Kristin Berglund, Amund Maarud och TORA.

### Rock
The Pussycats var ett rockband från Tromsø i Nordnorge. De betraktas som det första fenomenet i norsk rock. Bandet startade sin karriär i Sverige med svensken Sten Ekroth som manager. Andra populära norska band på 1960-talet var The Beatniks och The Vanguards. 
De första stora rockfestivalerna var Kalvøyafestivalen, som hölls åren 1971 till 1998, och Ragnarock 1973 till 1975. 1973 medverkade Ragnarock även svenska band som Merit Hemmingson & Folkmusikgruppen, Splash och Burken och Rockfolket, 1974 Prucel och Neon Rose, och 1975 Landslaget.
På 1970-talet var de mest kända banden Titanic, Aunt Mary, Popol Vuh, Junipher Greene och Prudence. Prudence startade det som kallades "Trønderrock" (rock från Tröndelagen), på 1980-talet fortsattes detta av band som Stage Dolls, The Kids, DumDum Boys och TNT. Men även i andra delar av landet fanns rockband som Raga Rockers, Turbonegro och Jokke og Valentinerne.

### Rap
I Norge började rap med enbart engelska texter, men det har börjat bli vanligt att rappa på norska. Exempel på artister är OnklP, Lars Vaular, Tommy Tee och Kamelen. Karpe har beskrivits som Norges mest framgångsrika rapduo. Förutom norska har de även börjat rappa på arabiska, hindi, gujarati och engelska. 

### Elektronisk musik

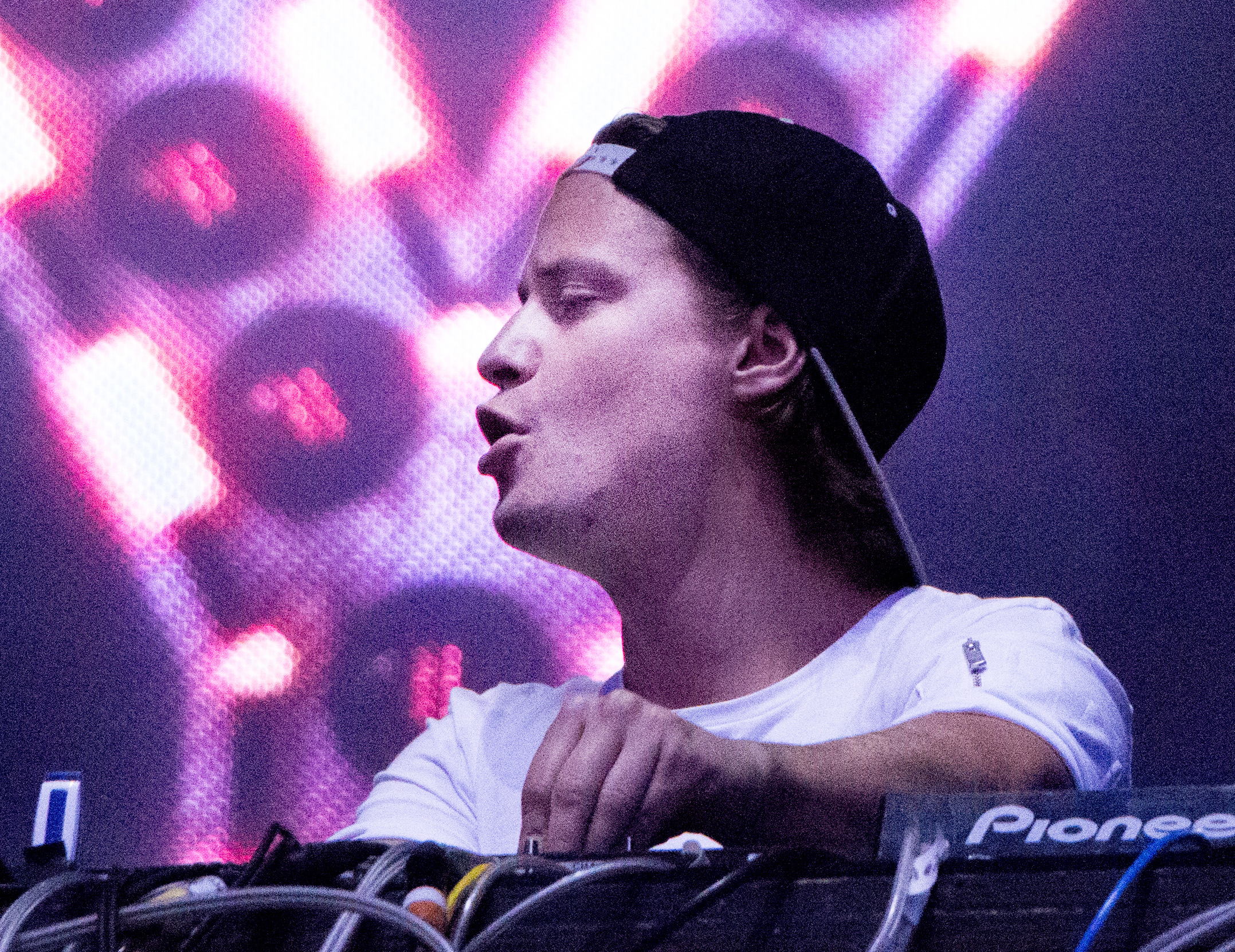
Kygo.

Röyksopp är en av de mest framgångsrika internationellt inom genren, de har samarbetat mycket med Robyn. Andra är Biosphere, Kaada och Apoptygma Berzerk. På senare tid är det Alan Walker som bland annat är känd för låtarna "Diamond Heart", "The Spectre", "All Falls Down" och "Alone, Pt. II", han har samarbetat med en rad artister som Noah Cyrus, Sophia Somajo, Ava Max, VIZE och flera andra. Den mest kända internationella artisten är nog Kygo, som är känd för sina remixar av bland annat Ed Sheerans "I See Fire", Marvin Gayes "Sexual Healing", Ellie Gouldings "High for This", Coldplays "Midnight" och Seinabo Seys "Yngre".

### Black Metal
Black metal har med tiden blivit något som hela världen förknippar med Skandinavien och Norge. Genren är idag Norges största export av musik, med Dimmu Borgir som det mest sålda black metal-bandet. Världsberömda band som Burzum, Carpathian Forest, Darkthrone, Emperor, Gorgoroth, Immortal, Mayhem och Satyricon kommer alla från Norge.
Inom hårdrock och heavy metal har det även funnits internationellt framgångsrika grupper.

### Fotnoter
1. ↑  ”Edvard Grieg - Uppslagsverk - NE.se”. www.ne.se. https://www.ne.se/uppslagsverk/encyklopedi/l%C3%A5ng/edvard-grieg. Läst 20 juli 2023.
2. ↑  Andersen, Rune J. (2023-06-16). ”Johan Svendsen” (på norska). Store norske leksikon. https://snl.no/Johan_Svendsen. Läst 20 juli 2023.
3. ↑  ”Christian Sinding” (på norska). Store norske leksikon. 2023-03-08. https://snl.no/Christian_Sinding. Läst 20 juli 2023.
4. ↑  ”Johan Halvorsen Biography, Songs, & Albums” (på engelska). AllMusic. https://www.allmusic.com/artist/johan-halvorsen-mn0001714998/biography. Läst 20 juli 2023.
5. ↑  Andersen, Rune J. (2023-06-16). ”Harald Sæverud” (på norska). Store norske leksikon. https://snl.no/Harald_S%C3%A6verud. Läst 20 juli 2023.
6. ↑  Jean-Paul Giraudet (8 augusti 2005). ”Ole Bull” (på franska). musicalics.com. https://musicalics.com/en/node/78936. Läst 20 juli 2023.
7. ↑  ”Robert Levin” (på norska). Store norske leksikon. 2023-03-08. https://snl.no/Robert_Levin. Läst 20 juli 2023.
8. ↑  ”Aase Nordmo Løvberg” (på engelska). Discogs. https://www.discogs.com/artist/1799409-Aase-Nordmo-Løvberg. Läst 20 juli 2023.
9. ↑  ”Eva Knardahl” (på norska). Store norske leksikon. 2023-03-08. https://snl.no/Eva_Knardahl. Läst 20 juli 2023.
10. ↑  Græsvold, Hans Magne; Edvardsen, Sverre (2023-03-08). ”Kjell Bækkelund” (på norska). Store norske leksikon. https://snl.no/Kjell_B%C3%A6kkelund. Läst 20 juli 2023.
11. ↑  ”BIO” (på norska). Arve Tellefsen. https://www.arvetellefsen.no/bio. Läst 20 juli 2023.
12. ↑  ”Brynjar Hoff” (på norska). Store norske leksikon. 2023-03-08. https://snl.no/Brynjar_Hoff. Läst 20 juli 2023.
13. ↑  ”An interview with Anne-Lise Berntsen”. pov.imv.au.dk. https://pov.imv.au.dk/Issue_15/section_2/artc3A.html. Läst 20 juli 2023.
14. ↑  ”Finn orkester” (på norskt bokmål). orkester.no. https://orkester.no/finn-orkester/. Läst 20 juli 2023.
15. ↑  ”Trondheimsolistene”. https://trondheimsolistene.no/.
16. ↑  ”About us” (på engelska). operaen.no. http://operaen.no/en/about-us-oslo-operahouse/. Läst 20 juli 2023.
17. ↑  ”About us” (på engelska). Bergen Nasjonale Opera. https://www.bno.no/eng/about-us. Läst 20 juli 2023.
18. ↑  ”Festspillene i Bergen” (på norskt bokmål). www.fib.no. https://www.fib.no/. Läst 20 juli 2023.
19. ↑  ”Kammermusikkfest i Lofoten” (på norskt bokmål). Lofoten Internasjonale Kammermusikkfest. https://lofotenfestival.com/. Läst 20 juli 2023.
20. ↑  Forfatter pettersp (12 februari 2016). ”MODUL 1: NORSK FOLKEMUSIKK – DEFINISJONER OG KJENNETEGN” (på norskt bokmål). folkemusikkoversikt.wordpress.com. https://folkemusikkoversikt.wordpress.com/category/modul-1-norsk-folkemusikk-definisjoner-og-kjennetegn/. Läst 21 juli 2023.
21. ↑  ”stev” (på norska). Store norske leksikon. 2019-05-03. https://snl.no/stev. Läst 21 juli 2023.
22. ↑  ”MODUL 8: SLÅTTEMUSIKK OG KJENTE SPELEMENN” (på norskt bokmål). folkemusikkoversikt.wordpress.com. 12 februari 2016. https://folkemusikkoversikt.wordpress.com/category/modul-8-slattemusikk-og-kjente-spelemenn/. Läst 21 juli 2023.
23. ↑  ”Biography” (på amerikansk engelska). Mari Boine. https://www.mariboine.no/bio/. Läst 21 juli 2023.
24. ↑  ”KEiiNO” (på amerikansk engelska). KEiiNO. https://www.keiino.com/. Läst 21 juli 2023.
25. ↑  ”ISÁK” (på amerikansk engelska). ISÁK. https://www.isakband.no/. Läst 21 juli 2023.[död länk]
26. ↑  ”Freddy Kristoffersen | Eiker Arkiv” (på norskt bokmål). https://eikerarkiv.no/freddy-kristoffersen/. Läst 21 juli 2023.
27. ↑  ”Åge Aleksandersen - Rockheim” (på norska). rockheim.no. https://rockheim.no/age-aleksandersen. Läst 21 juli 2023.
28. ↑  ”Henning Kvitnes”. Arkiverad från originalet den 28 juni 2022. https://web.archive.org/web/20220628161034/https://www.rockipedia.no/artister/henning_kvitnes-2000/.
29. ↑  ”delillos”. Arkiverad från originalet den 15 januari 2009. https://web.archive.org/web/20090115031809/http://profile.myspace.com/index.cfm?fuseaction=user.viewprofile.
30. ↑  ”Nominerte til Rockheim Hall of Fame 2021 - Rockheim” (på norska). rockheim.no. https://rockheim.no/nominerte-til-rockheim-hall-of-fame-2021#pid21714. Läst 21 juli 2023.
31. ↑  Sugar Rush Creative (21 juli 2023). ”a-ha Band Members | Story” (på engelska). a-ha. https://a-ha.com/story. Läst 21 juli 2023.
32. ↑  ”Midnight Choir”. Arkiverad från originalet den 23 januari 2022. https://web.archive.org/web/20220123214018/https://www.rockipedia.no/artister/midnight_choir-15582/. Läst 21 juli 2023.
33. ↑  ”Madrugada”. Arkiverad från originalet den 3 juli 2022. https://web.archive.org/web/20220703135002/https://www.rockipedia.no/artister/madrugada-10597/. Läst 21 juli 2023.
34. ↑  ”Susanne Sundfør”. Arkiverad från originalet den 2 augusti 2021. https://web.archive.org/web/20210802144542/https://www.rockipedia.no/artister/susanne_sundfor-22270/. Läst 21 juli 2023.
35. ↑  ”Ida Jenshus”. Arkiverad från originalet den 30 september 2018. https://web.archive.org/web/20180930193502/https://www.rockipedia.no/artister/ida_jenshus-22689/. Läst 21 juli 2023.
36. ↑  ”By Astrid S” (på amerikansk engelska). By Astrid S. https://www.byastrids.com/. Läst 21 juli 2023.
37. ↑  ”AURORA – The Gods We Can Touch” (på amerikansk engelska). Aurora Music. https://www.aurora-music.com/. Läst 21 juli 2023.
38. ↑  Universal Music Norge. ”Dagny – Official Website”. Dagny – Official Website. https://dagnymusic.com/#bio. Läst 21 juli 2023.
39. ↑  ”Home” (på amerikansk engelska). Sigrid. https://www.thisissigrid.com/. Läst 21 juli 2023.
40. ↑  Cragg, Michael (30 juli 2008). ”How Europe is conquering American pop” (på brittisk engelska). The Guardian. ISSN 0261-3077. https://www.theguardian.com/music/2008/jul/30/europe.takes.over.american.pop. Läst 21 juli 2023.
41. 1 2  ”Jazzen etter 1950 – Preludium med nye impulser”. https://www.hf.uio.no/imv/forskning/prosjekter/norgesmusikk/musikkhistarkiv/originaltekster/jazz_bindfem.html. Läst 21 juli 2023.
42. ↑  ”About us” (på amerikansk engelska). Notodden Bluesfestival. Arkiverad från originalet den 22 juli 2023. https://web.archive.org/web/20230722095023/https://bluesfest.no/en/info/about-us/. Läst 22 juli 2023.
43. ↑  Svein Harald Hansen (11 maj 2018). ”THE PUSSYCATS” (på norskt bokmål). GAMMELPOP. https://svehanet.wordpress.com/2018/05/11/the-pussycats/. Läst 21 juli 2023.
44. ↑  Svein Harald Hansen (10 maj 2017). ”THE BEATNIKS – av Biørn Arnesen” (på norskt bokmål). GAMMELPOP. https://svehanet.wordpress.com/2017/05/10/the-beatniks-av-biorn-arnesen/. Läst 21 juli 2023.
45. ↑  Svein Harald Hansen (19 februari 2019). ”THE VANGUARDS” (på norskt bokmål). GAMMELPOP. https://svehanet.wordpress.com/2019/02/19/the-vanguards/. Läst 21 juli 2023.
46. ↑  Svein Harald Hansen (7 augusti 2018). ”TITANIC” (på norskt bokmål). GAMMELPOP. https://svehanet.wordpress.com/2018/08/07/titanic/. Läst 21 juli 2023.
47. ↑  Tore Toresen (3 april 2018). ”AUNT MARY 1969 – 1973” (på norskt bokmål). GAMMELPOP. https://svehanet.wordpress.com/2018/04/04/aunt-mary-1969-1973/. Läst 21 juli 2023.
48. ↑  Svein Harald Hansen (26 oktober 2018). ”POPOL VUH/ACE” (på norskt bokmål). GAMMELPOP. https://svehanet.wordpress.com/2018/10/26/popol-vuh-ace/. Läst 21 juli 2023.
49. ↑  Svein Harald Hansen (11 juni 2019). ”JUNIPHER GREENE” (på norskt bokmål). GAMMELPOP. https://svehanet.wordpress.com/2019/06/11/junipher-greene/. Läst 21 juli 2023.
50. ↑  Steinar Garhovd (28 november 2018). ”Prudence” (på norskt bokmål). GAMMELPOP. https://svehanet.wordpress.com/2018/11/28/prudence/. Läst 21 juli 2023.
51. ↑  ”Prosjekter: Trønderrockmuseet / Musikk og identitet i distriktene” (på norskt bokmål). Museet Midt. https://museetmidt.no/kunnskap/prosjekter/. Läst 21 juli 2023.
52. ↑  ”OnklP & de Fjerne Slektningene - Official” (på norskt bokmål). Slektningene. https://slektningene.no/. Läst 21 juli 2023.
53. ↑  ”Home” (på engelska). Lars Vaular. https://www.larsvaular.no/. Läst 21 juli 2023.
54. ↑  Petter Terning Journalist (3 juni 2022). ”I en bakgård i Torggata samler hiphop-ikonet Tommy Tee til eksklusiv musikkfest i dag” (på norskt bokmål). vartoslo.no. https://vartoslo.no/bydel-st-hanshaugen-musikkfest-oslo-tommy-tee/i-en-bakgard-i-torggata-samler-hiphop-ikonet-tommy-tee-til-eksklusiv-musikkfest-i-dag/380281. Läst 21 juli 2023.
55. ↑  Tørset, Espen; Allkunne (2023-04-21). ”Kamelen” (på norska). Store norske leksikon. https://snl.no/Kamelen. Läst 21 juli 2023.
56. ↑  ”KARPE – OMAR SHERIFF” (på amerikansk engelska). 29 mars 2019. https://karpe.no/. Läst 21 juli 2023.
57. ↑  Poppy Reid (23 augusti 2022). ”Norwegian Duo Karpe Take in Over 110K Fans with Epic Arena Residency” (på australisk engelska). Rolling Stone Australia. https://au.rollingstone.com/music/music-live-reviews/karpe-arena-residency-oslo-42264/. Läst 21 juli 2023.
58. ↑  David Nikel (10 februari 2023). ”Röyksopp: Norway's Foremost Electronic Music Duo” (på amerikansk engelska). Life in Norway. https://www.lifeinnorway.net/discovering-norwegian-music-royksopp/. Läst 21 juli 2023.
59. ↑  ”Alan Walker” (på brittisk engelska). Norwegian Arts. 13 december 2018. https://norwegianarts.org.uk/event/alan-walker/. Läst 21 juli 2023.
60. ↑  ”Music - Kygo | Official Site”. www.kygomusic.com. https://www.kygomusic.com/. Läst 21 juli 2023.
61. ↑  ”Norwegian DJ Kygo breaks Spotify record”. https://www.thelocal.no/20151218/norwegian-dj. Läst 21 juli 2023.
62. ↑  Luke Mortonpublished (11 oktober 2017). ”The 10 best True Norwegian Black Metal bands, as chosen by Mork” (på engelska). louder. https://www.loudersound.com/features/the-10-best-true-norwegian-black-metal-bands-as-chosen-by-mork. Läst 21 juli 2023.
63. ↑  Andrew McKay (17 oktober 2019). ”The Story of Norwegian Black Metal” (på amerikansk engelska). Life in Norway. https://www.lifeinnorway.net/norwegian-black-metal/. Läst 21 juli 2023.
64. ↑  Amanda Tomlin (15 augusti 2022). ”Raising hell: The beginner’s guide to Norwegian black metal” (på amerikansk engelska). Routes North. https://www.routesnorth.com/language-and-culture/raising-hell-the-beginners-guide-to-norwegian-black-metal/. Läst 21 juli 2023.